# Vegyész

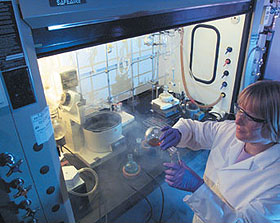
Szintetikus vegyész toxinok működését akadályozó molekula előállításán dolgozik a Lawrence Livermore National Laboratoryban

A vegyész a kémiával foglalkozó tudós. A hagyományos néven kémikusok az anyagok összetételét és tulajdonságait vizsgálják, és új anyagokat kísérleteznek ki az így szerzett ismeretek alapján.

## A vegyészszakma története
Az anyagok átalakítása közel egyidős az emberiséggel, már az őskorban is képesek voltak például rezet, bronzot, vasat és üveget előállítani. A középkorban a legértékesebb fém, az arany előállításának lehetőségeit keresve módszeresen vizsgálni kezdték a különféle anyagok egymásba való átalakításának lehetőségeit. Ez vezetett az alkímiának, a kémia prototudományának megszületéséhez. A modern kémia Antoine Lavoisier-val kezdődik, aki 1783-ban felfedezte a tömegmegmaradás törvényét.

## Oktatás
A kémia elmélete szorosan összekapcsolódik a matematikával és a fizikával. A kémikusok számos irányba specializálódhatnak, ilyen például az analitikai kémia, a biokémia, a szerves kémia, a kvantumkémia vagy a kristálytan.

## Foglalkoztatás
A kémikusokat alkalmazó szervezeteknek három fő csoportja van: az akadémiai intézmények, az állami kutatóintézetek és az ipar, különösen a vegyipar és a gyógyszeripar.